# Saatse
Saatse (Seto: Satserina) è un villaggio della parrocchia di Setomaa, contea di Võrumaa, nell'Estonia sudorientale. Ha una popolazione di 89 abitanti (nel 2007).
Saatse e i suoi villaggi vicini (Kundruse, Litvina, Pattina, Perdaku, Saabolda, Samarina, Sesniki e Ulitina) sono noti come parte dell'Estonia che, sebbene non fosse un'enclave, prima del 2008 non era raggiungibile su strada senza attraversare il territorio russo per diverse centinaia metri, attraverso una zona conosciuta come stivale di Saatse. Nel 2008 è stata aperta una nuova strada Matsuri–Sesniki, che permette di raggiungere la zona senza passare necessariamente dallo stivale di Saatse. Tuttavia, questo comporta una deviazione di 15–20 km se si va da Värska.
Saatse era precedentemente conosciuto come Korki o Gorki. L'attuale nome Saatse deriva dal nome di un villaggio russo Zatšerenje che fu poi trasformato in Satseri e poi Saatse. È un'area abitata da gente Seto, Setos, che segue le tradizioni ortodosse, e c'è un museo sui Seto. Il museo è una filiale del Seto Talumuuseum (Museo agricolo Seto) di Värska, fondato nel 1974 e presenta 20.000 oggetti tra cui collezioni di attrezzi e macchinari agricoli, attrezzature per la pesca e ceramiche.
Gli edifici più antichi del villaggio sono la Chiesa ortodossa di Santa Paraskeva. L'attuale edificio in pietra sostituì una struttura in legno del 1673 e fu costruito nel 1801. Ha un campanile in legno, alto 22 metri, aggiunto nel 1839 ed è stata ampliata in lunghezza nel 1884.